# لیگ برتر فوتبال استونی ۹۸-۱۹۹۷
لیگ برتر فوتبال استونی ۹۸–۱۹۹۷ (انگلیسی: 1997–98 Meistriliiga) هفتمین فصل لیگ برتر فوتبال استونی است که با قهرمانی باشگاه فوتبال فلورا تالین به پایان رسیده‌است.

## مرحله مقدماتی
| رتبه | تیم                              | بازی | برد | مساوی | باخت | گل زده | گل خورده | گل تفاضل | امتیاز | صلاحیت              |
| ---- | -------------------------------- | ---- | --- | ----- | ---- | ------ | -------- | -------- | ------ | ------------------- |
| ۱    | باشگاه فوتبال فلورا تالین        | ۱۴   | ۱۲  | ۱     | ۱    | ۳۹     | ۶        | ۳۳+      | ۳۷     | صعود به مرحله اصلی  |
| ۲    | باشگاه فوتبال تالین سادام        | ۱۴   | ۹   | ۴     | ۱    | ۴۲     | ۱۵       | ۲۷+      | ۳۱     | صعود به مرحله اصلی  |
| ۳    | باشگاه فوتبال ویلیاندی تولویک    | ۱۴   | ۶   | ۲     | ۶    | ۲۱     | ۲۰       | ۱+       | ۲۰     | صعود به مرحله اصلی  |
| ۴    | باشگاه فوتبال لانتانا تالین      | ۱۴   | ۵   | ۴     | ۵    | ۲۰     | ۱۷       | ۳+       | ۱۹     | صعود به مرحله اصلی  |
| ۵    | باشگاه فوتبال ناروا ترانس        | ۱۴   | ۴   | ۳     | ۷    | ۱۳     | ۲۶       | ۱۳−      | ۱۵     | صعود به مرحله اصلی  |
| ۶    | باشگاه فوتبال تی‌وی‌ام‌کی           | ۱۴   | ۴   | ۲     | ۸    | ۱۳     | ۲۹       | ۱۶−      | ۱۴     | صعود به مرحله اصلی  |
| ۷    | باشگاه فوتبال استی پولوکیوی یووی | ۱۴   | ۲   | ۵     | ۷    | ۱۱     | ۲۳       | ۱۲−      | ۱۱     | مسابقات انتقالی لیگ |
| ۸    | Lelle                            | ۱۴   | ۳   | ۱     | ۱۰   | ۱۱     | ۳۴       | ۲۳−      | ۱۰     | مسابقات انتقالی لیگ |

## مرحله اصلی
| رتبه | تیم                           | بازی | برد | مساوی | باخت | گل زده | گل خورده | گل تفاضل | BP | امتیاز | صلاحیت                                       |
| ---- | ----------------------------- | ---- | --- | ----- | ---- | ------ | -------- | -------- | -- | ------ | -------------------------------------------- |
| ۱    | باشگاه فوتبال فلورا تالین (C) | ۱۰   | ۷   | ۲     | ۱    | ۳۴     | ۱۰       | ۲۴+      | ۱۹ | ۴۲     | صعود به مرحله اول انتخابی لیگ قهرمانان اروپا |
| ۲    | باشگاه فوتبال تالین سادام     | ۱۰   | ۵   | ۱     | ۴    | ۲۶     | ۲۲       | ۴+       | ۱۶ | ۳۲     | صعود به مرحله اول انتخابی جام یوفا           |
| ۳    | باشگاه فوتبال لانتانا تالین   | ۱۰   | ۴   | ۳     | ۳    | ۱۳     | ۹        | ۴+       | ۱۰ | ۲۵     | صعود به مرحله مقدماتی جام برندگان جام اروپا  |
| ۴    | باشگاه فوتبال ناروا ترانس     | ۱۰   | ۵   | ۱     | ۴    | ۱۴     | ۱۹       | ۵−       | ۸  | ۲۴     |                                              |
| ۵    | باشگاه فوتبال ویلیاندی تولویک | ۱۰   | ۲   | ۳     | ۵    | ۱۱     | ۱۵       | ۴−       | ۱۰ | ۱۹     | صعود به جام اینترتوتو ۱۹۹۸                   |
| ۶    | باشگاه فوتبال تی‌وی‌ام‌کی        | ۱۰   | ۲   | ۰     | ۸    | ۴      | ۲۳       | ۱۹−      | ۷  | ۱۳     |                                              |

## مسابقات انتقالی لیگ
| رتبه | تیم                              | بازی | برد | مساوی | باخت | گل زده | گل خورده | گل تفاضل | امتیاز | صعود یا سقوط                   |
| ---- | -------------------------------- | ---- | --- | ----- | ---- | ------ | -------- | -------- | ------ | ------------------------------ |
| ۱    | Lelle                            | ۱۰   | ۸   | ۲     | ۰    | ۵۲     | ۱۰       | ۴۲+      | ۲۶     | صعود به لیگ برتر فوتبال استونی |
| ۲    | باشگاه فوتبال استی پولوکیوی یووی | ۱۰   | ۵   | ۴     | ۱    | ۲۳     | ۹        | ۱۴+      | ۱۹     | صعود به لیگ برتر فوتبال استونی |
| ۳    | Vall                             | ۱۰   | ۴   | ۵     | ۱    | ۱۴     | ۳        | ۱۱+      | ۱۷     | سقوط به لیگ دسته اول استونی    |
| ۴    | Dokker                           | ۱۰   | ۲   | ۲     | ۶    | ۱۱     | ۲۸       | ۱۷−      | ۸      | سقوط به لیگ دسته اول استونی    |
| ۵    | Olümpia                          | ۱۰   | ۲   | ۱     | ۷    | ۷      | ۱۰       | ۳−       | ۷      | سقوط به لیگ دسته اول استونی    |
| ۶    | Merkuur                          | ۱۰   | ۰   | ۴     | ۶    | ۹      | ۲۹       | ۲۰−      | ۴      | سقوط به لیگ دسته اول استونی    |